# Odontón

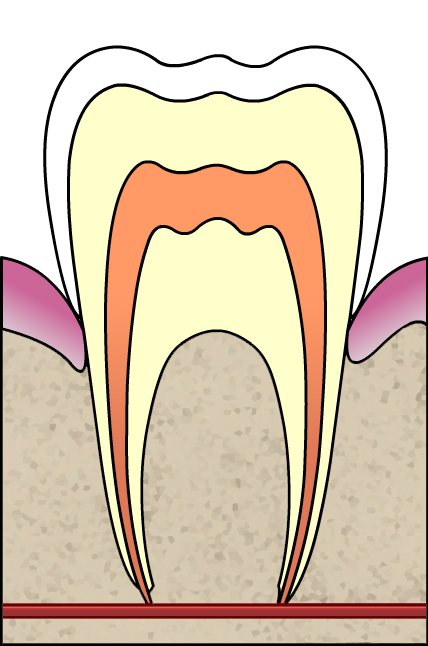
Blanco: esmalte. Amarillo: dentina. Naranjo: pulpa. Marrón: hueso alveolar. Rosado: periodoncio de protección.

El odontón es la unidad morfofuncional del sistema dentario y está constituido por el diente y los tejidos que lo rodean o periodoncio. Los dientes constituyen aproximadamente el 20% del área de superficie de la cavidad oral. Las piezas dentarias cumplen muchas funciones, pero principalmente tienen importancia en la masticación, la fonación y la estética. En los animales los dientes cumplen también funciones defensivas. Para cumplir estas funciones deben ser estructuras duras y deben estar firmemente unidos al hueso maxilar y al hueso mandibular.
En los mamíferos los dientes están unidos a los dos huesos por un ligamento fibroso que provee una unión con suficiente flexibilidad para soportar las fuerzas de la masticación.

## Estructuras
El odontón está compuesto por:
Pulpa Dentaria: es un tejido conectivo especializado. Como tal tiene las características generales de este tejido, pero con algunas características particulares por el hecho de estar encerrada por la dentina. Su función es formar y mantener la dentina, a la cual aporta elementos nutricios y sensibilidad.
Dentina: es un tejido duro que se diferencia del hueso en que es avascular y acelular. Es de color blanco-amarillento en las piezas dentarias permanentes. Está constituida por un 70% de sustancia inorgánica, 18% de sustancia orgánica y 12% de agua. La sustancia inorgánica corresponde en su mayor parte a cristales de hidroxiapatita. La sustancia orgánica está constituida principalmente por colágeno tipo I, glicoproteínas como la fosfoproteina y la BMP y pequeñas cantidades de proteoglicanos. 
Esmalte: es un tejido acelular por lo cual no puede regenerarse, pero tampoco tiene fibras colágenas. Es el tejido más mineralizado del organismo y por lo tanto, el más duro pero al mismo tiempo muy frágil, por lo cual necesita una capa de dentina bajo él para mantener su integridad.
Cemento: es un tejido parecido al hueso, pero difiere de él en que es avascular, no forma osteonas, ni se remodela porque es resistente a la resorción. Esta cualidad es importante en la práctica clínica porque permite la aplicación de técnicas ortodóncicas. Su principal función es permitir la insersión de las fibras del ligamento periodontal en la raíz dentaria.
Ligamento Periodontal: es un tejido conectivo especializado ubicado entre el cemento que cubre la raíz dentaria y el tejido óseo que forma la pared del alvéolo. Se ubica en el espacio periodontal. En el ápice se relaciona con el tejido conectivo de la pulpa y en la parte superior se relaciona con el tejido conectivo de la mucosa gingival. Juntos forman un sistema biológico, estructural y funcional.
Proceso Alveolar: corresponde a aquella parte de los huesos maxilar y mandibular que forman los alvéolos dentarios. Están constituidos por tres zonas, una parte externa, la placa cortical, una zona central esponjosa y el hueso alveolar que reviste internamente los alvéolos.
Periodoncio de Protección: corresponde a la encía o mucosa gingival que es aquella parte de la mucosa oral que rodea el cuello de los dientes.